# (21107) 1992 PZ4
(21107) 1992 PZ4 là một tiểu hành tinh vành đai chính. Nó được phát hiện bởi Henry E. Holt ở Đài thiên văn Palomar ở Quận San Diego, California, ngày 4 tháng 8 năm 1992.